# Paola De Micheli
Paola De Micheli (ur. 1 września 1973 w Piacenzy) – włoska polityk i działaczka samorządowa, deputowana, od 2019 do 2021 minister infrastruktury i transportu.

## Życiorys
Ukończyła nauki polityczne na Katolickim Uniwersytecie Najświętszego Serca w Mediolanie. Zawodowo związana jako menedżer z sektorem rolno-spożywczym, działała też w spółdzielczości. Zaangażowała się w działalność polityczną w ramach Chrześcijańskiej Demokracji. Po jej rozwiązaniu należała do Włoskiej Partii Ludowej, z którą współtworzyła Margheritę. Z tym ugrupowaniem dołączyła następnie do Partii Demokratycznej. W 2019 była zastępczynią sekretarza generalnego PD.
W wyborach w 2008 po raz pierwszy uzyskała mandat posłanki do Izby Deputowanych. Z powodzeniem ubiegała się o reelekcję w 2013, 2018 i 2022. Była podsekretarzem stanu w resorcie gospodarki i finansów (2014–2017) i podsekretarzem stanu przy premierze (2017–2018). Pełniła też funkcję specjalnego komisarza ds. odbudowy w rejonach dotkniętych trzęsieniami ziemi.
5 września 2019 objęła stanowisko ministra infrastruktury i transportu w nowo powołanym drugim rządzie Giuseppe Contego. Funkcję tę pełniła do 13 lutego 2021.